# Ошлага (архипелаг)
Ошлага (фр. L'archipel d'Hochelaga) — крупный архипелаг в месте слияния реки Оттава с рекой Св. Лаврентия на крайнем юго-западе провинции Квебек, Канада.

## География
Состоит из 234 островов, крупнейшие из которых — Монреаль с тремя холмистыми вершинами, Иль-Жезю (остров Иисуса), Иль-Бизар и Иль-Перро. Если учитывать периодические обнажающиеся мели, выступы и непостоянные участки суши — число островов может достигать 350. В архипелаг входят заселённые и незаселённые острова, разделённые протоками Ривьер-де-Прери (Луговая река), Ривьер-де-Миль-Иль (Река тысячи островов), вытекающих из озера Дё-Монтань. Данные водоёмы покрыты толстым слоем льда с ноября по март.

## Население
Практически весь архипелаг входит в состав агломерации Большой Монреаль, сам же город Монреаль занимает большую часть острова Монреаль в центре архипелага. На островах проживает свыше 3 млн чел, что делает Ошлага самым густонаселённым пресноводным архипелагом мира.